# My Love (chanson de Paul McCartney)
Pour les articles homonymes, voir My Love.
Singles de Paul McCartney et les Wings
Hi, Hi, Hi
(1972) Live and Let Die
(1973)
Pistes de Red Rose Speedway
Big Barn Bed Get on the Right Thing
My Love est une chanson de Paul McCartney et les Wings parue en 1973 sur l'album Red Rose Speedway. Elle est également parue en single en mars (il s'agit du seul single issu de l'album), et est l'une des rares chansons de l'album à être par la suite intégrée au répertoire live de McCartney.
Ce rock romantique écrit par Paul pour Linda McCartney connaît un grand succès commercial et permet aux Wings de gagner un certain prestige après des débuts plus difficiles. Le single se classe en effet neuvième au Royaume-Uni, et atteint le sommet des charts de l'autre côté de l'Atlantique. En France, le single se vend à 50 000 exemplaires.
My Love apparaît également sur les compilations Wings Greatest et All the Best! ainsi que sur plusieurs albums live. Il la reprend aussi sur son album de musique classique Working Classical.

## Reprises
- En 1973, Cass Elliot a enregistré la chanson dans son album live "Don't Call Me Mama Anymore"